# Piz Varuna
Der Piz Varuna (früher auch ital. Pizzo Verona oder Pizzo di Verona) ist ein Berg in den Ostalpen und gehört zur Berninagruppe. Er bildet mit 3453 m ü. M. die höchste Erhebung in einem kleineren Massiv mit dem Piz Canton (3147 m ü. M.) und der Cima Fontanà (3070 m ü. M.) sowie dem Curnasel (2809 m). Der Berg liegt zwischen dem schweizerischen Puschlav und dem italienischen Valmalenco.
Die Eismassen des Piz Varuna fliessen nach Norden über den Vadret da Varuna in den Palügletscher und nach Osten über den Vadret da Canton ins Val Varuna im Puschlav ab. Der südlich gelegene Vedretta di Varuna fliesst seit ca. zehn Jahren nur noch über das Valmalenco ab. Früher bestand ein Gletscherabbruch sowie eine Gletscherzunge über das Val Tempesta ins Val d’Ursé im Valposchiavo.
Bis kurz nach dem Zweiten Weltkrieg verlief die Grenze zwischen Italien und der Schweiz über den Piz Varuna auf dem Vedretta di Varuna zur Cima Fontanà. Seit dem Abschmelzen des Gletschers wurde die Grenze zu Ungunsten der Schweiz entlang der Wasserscheide zurückverlegt.

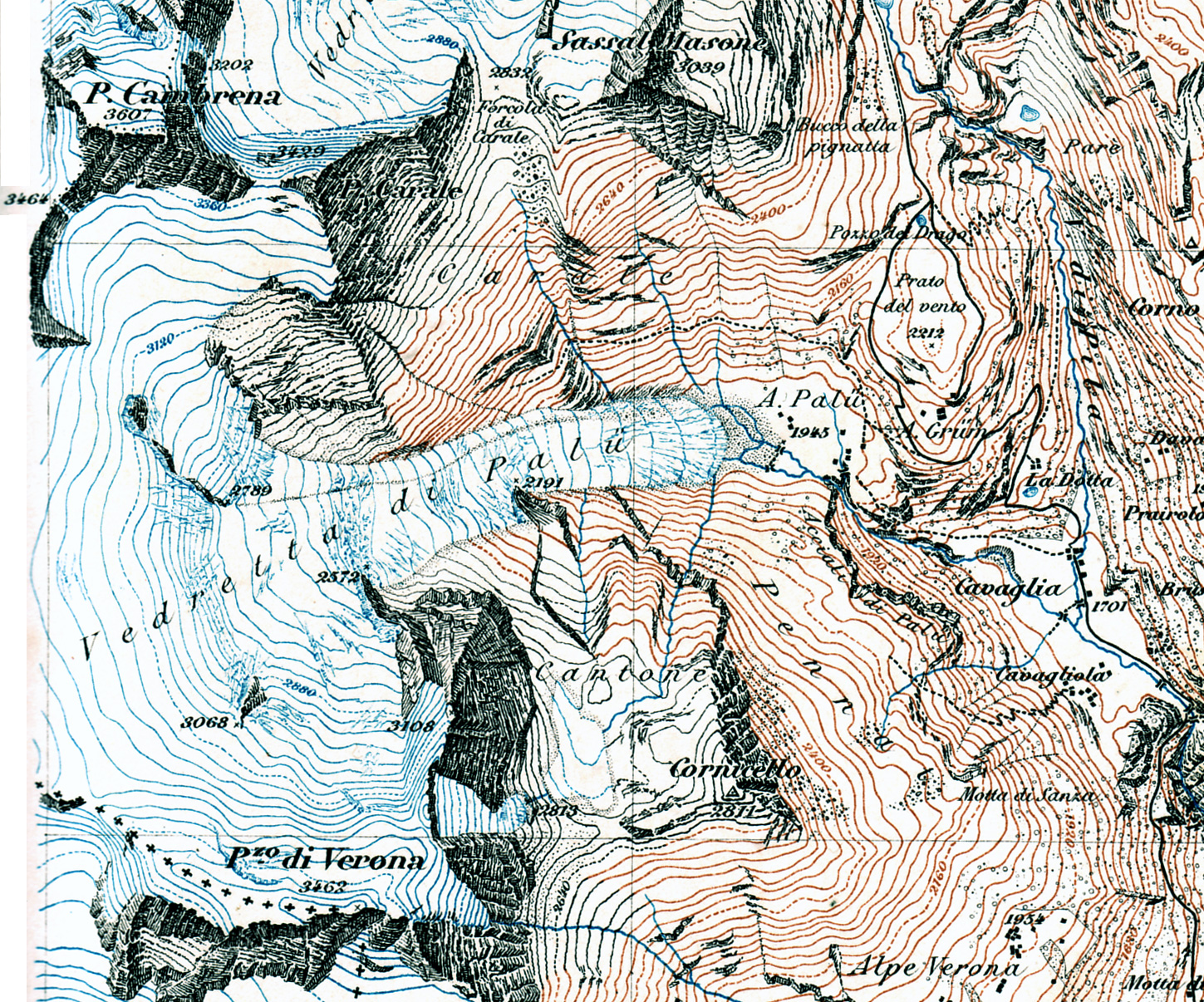
Der Piz Varuna auf der Siegfriedkarte von 1877, beschriftet als «Pizzo di Verona»
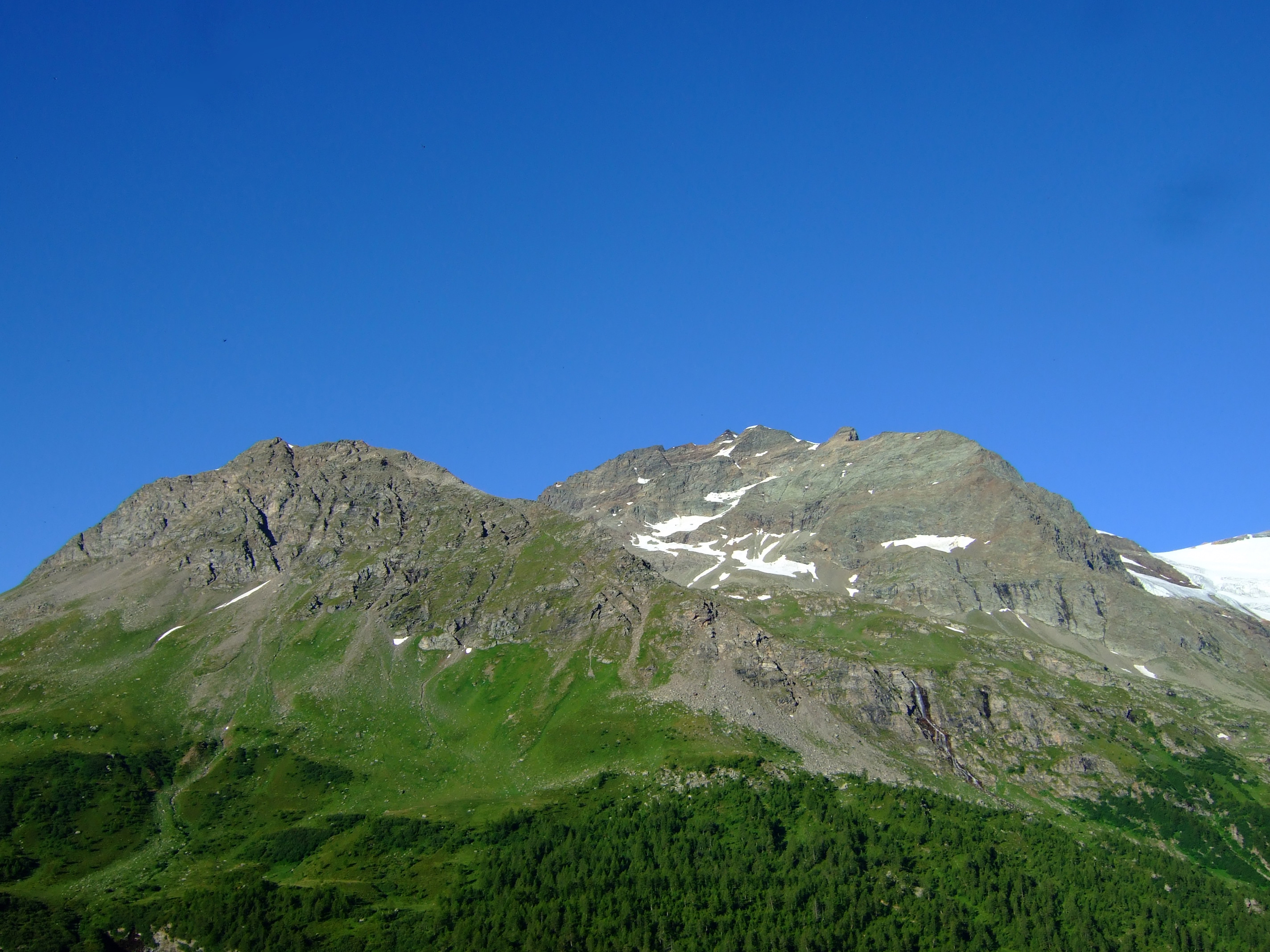
Sicht auf den Piz Varuna mit dem Curnasel und dem Piz Canton von Osten (Alp Grüm)
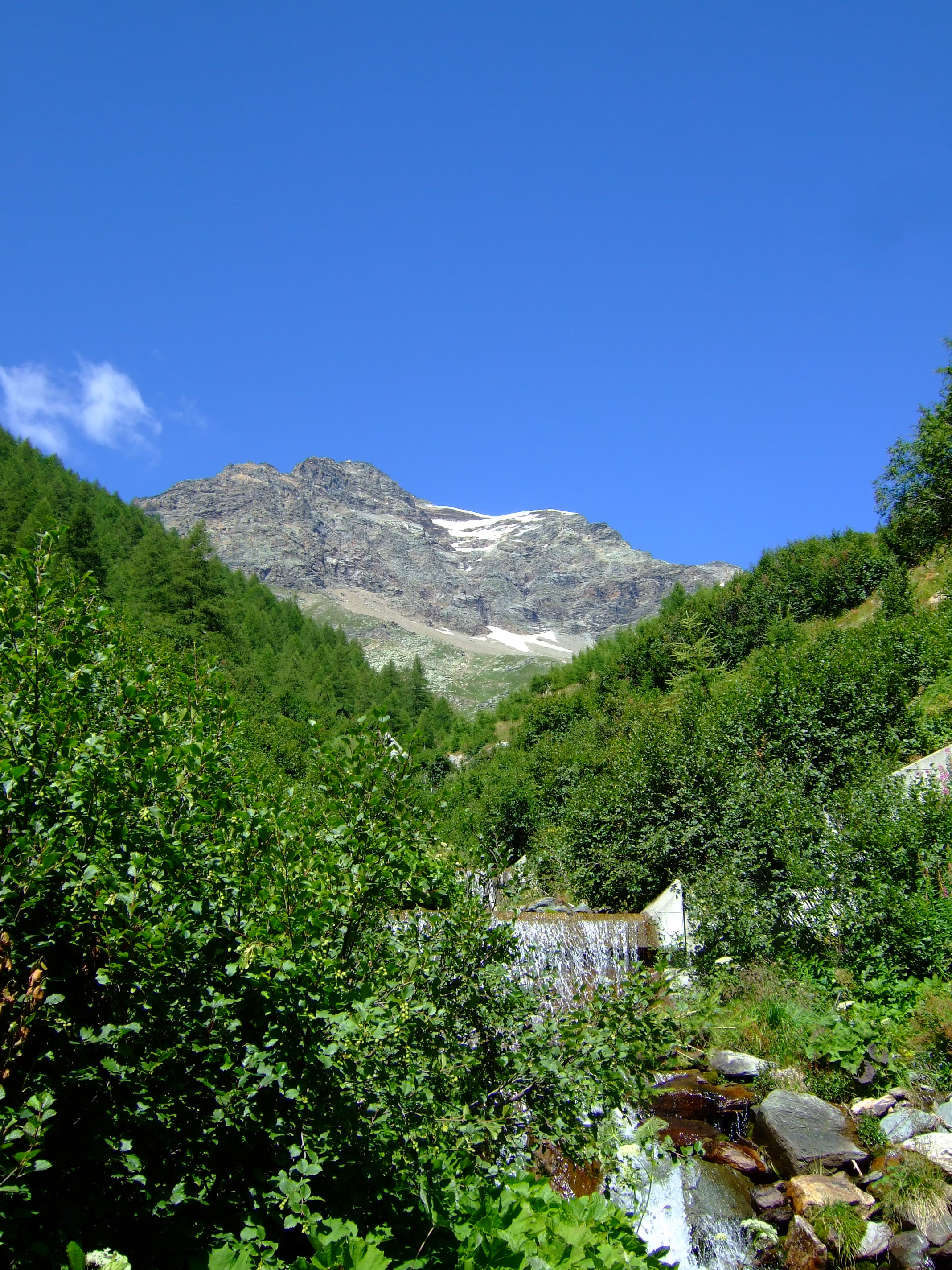
Blick auf den Piz Varuna vom Val Varuna
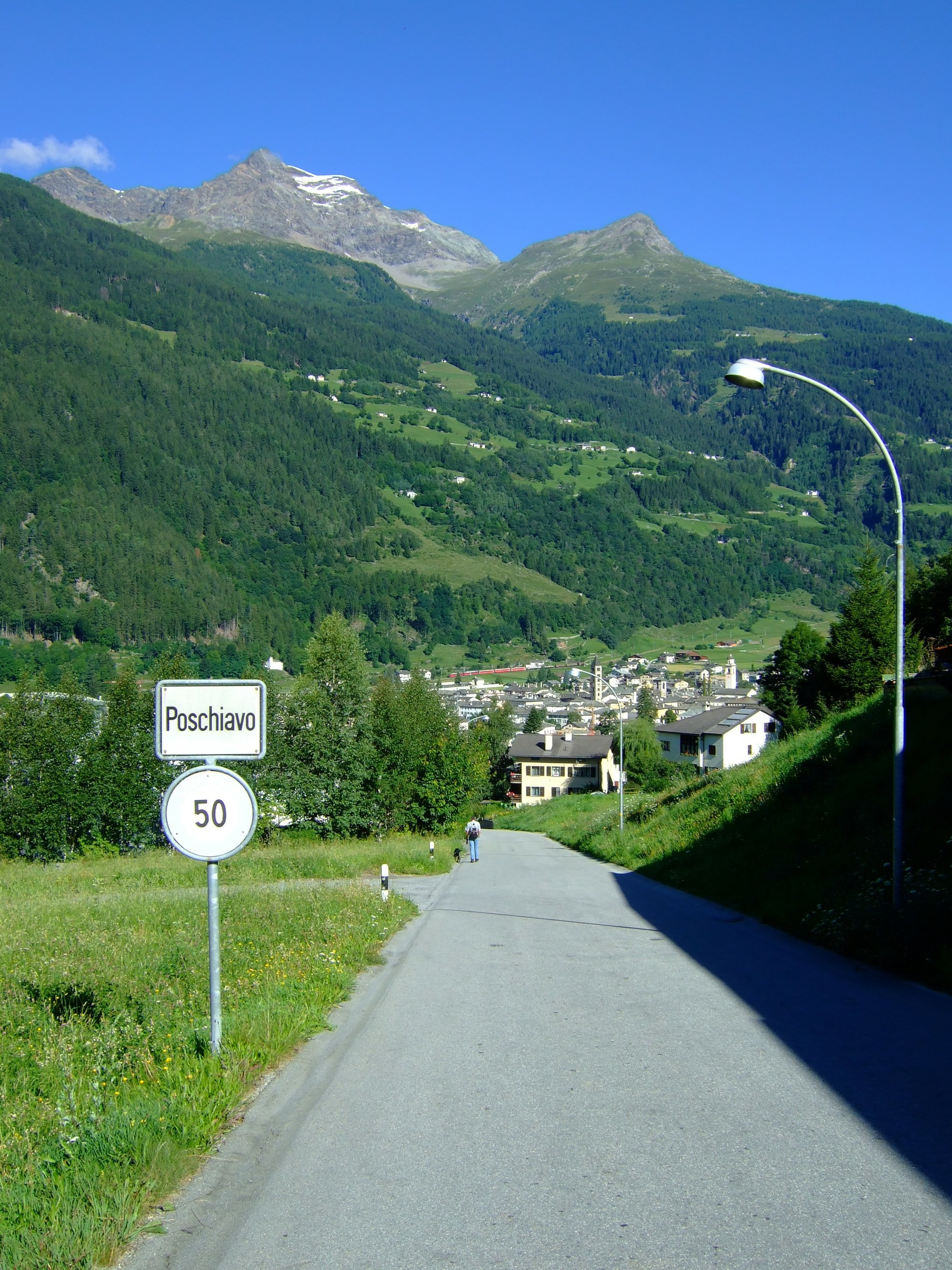
Von Poschiavo aus gesehen